# Camptrodoxa
Camptrodoxa là một chi bướm đêm thuộc phân họ Olethreutinae, họ Tortricidae Tortricidae.

## Các loài
- Camptrodoxa inclyta Meyrick, 1925